# Haplomitrium blumei
Haplomitrium blumei là một loài Rêu trong họ Haplomitriaceae. Loài này được (Nees) R.M. Schust. mô tả khoa học đầu tiên năm 1963.